# Jana Synková (Schauspielerin)

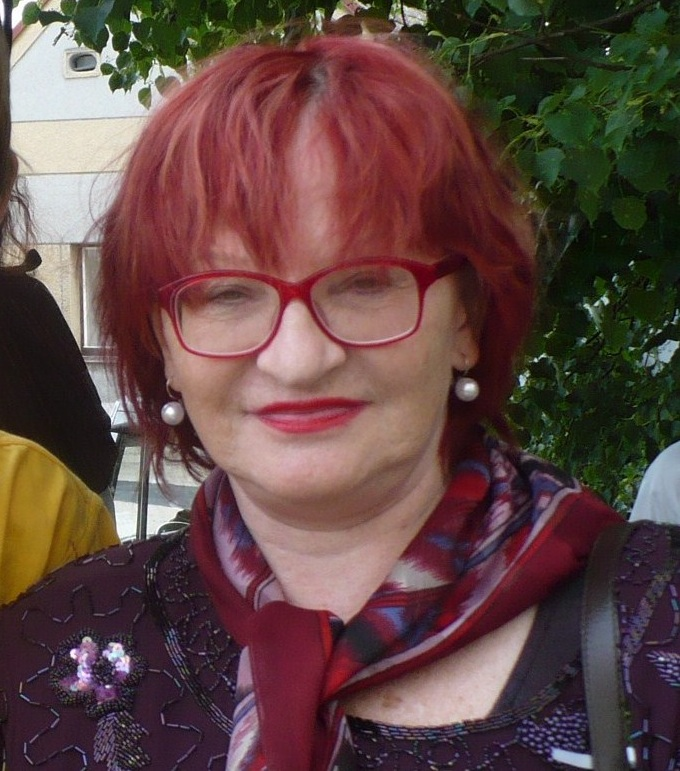
Jana Synková (2012)

Jana Synková (* 18. April 1944 in Prag; † 28. Dezember 2024 in Mníšek pod Brdy) war eine tschechische Schauspielerin.

## Leben
Jana Synková wurde während des Zweiten Weltkriegs in Prag, damals Protektorat Böhmen und Mähren, geboren. Ihre Großeltern mütterlicherseits waren bekannte Theaterpersönlichkeiten, sie besuchte schon früh einen Schauspielclub.
Nach ihrem Abitur wurde Synková für ein Jahr am Theater in Mladá Boleslav aufgenommen. Sie studierte an der Theaterfakultät der Akademie der Musischen Künste in Prag (DAMU) Schauspiel und machte 1967 ihren Abschluss. Während der Studienzeit besuchte sie von 1964 bis 1965 das Experimentaltheater Maringotka. 1967 bekam sie ihr erstes Engagement am F. X. Šalda-Theater in Liberec, wo sie mehrere Nebenrollen spielte. 1969 trat sie dem Ensemble des Naiven Theaters in Liberec bei. Hier kam es in den 1970er-Jahren zu wichtigen Umbrüchen in der Theaterkultur, der Bildung des Theaters Ypsilon, das Ende 1978 nach Prag übersiedelte. Hier entwickelte Synková komödiantische Fähigkeiten mit Vorliebe für das Groteske. Mit dem Theater Ypsilon war sie in ganz Europa auf Tournee. 1974 erhielt sie den Kreativpreis des Literaturfonds.
Ab Mitte der 1960er-Jahre trat sie in kleinen Filmrollen auf, unter anderem 1969 in dem Film Faráruv konec. Nach der Übersiedelung des Theaters Ypsilon nach Prag ergaben sich mehr Möglichkeiten, für Film und Fernsehen zu arbeiten, sodass sie in den 1970er- und 1980er-Jahren mehrere Nebenrollen übernahm. In den 1990er-Jahren folgten größere Rollen, so spielte sie 1994 in dem Film Saturnin Tante Kateřina, für deren Darstellung sie für den Český lev („Böhmischer Löwe“) als Beste Nebendarstellerin nominiert wurde. 1996 spielte sie in dem Film Kamenný most und in den drei Teilen des Filmprojekts Byl jednou jeden polda spielte sie eine Psychologin. In der Fernsehserie Život na zámku spielte sie die Direktorin. 2019 wurde sie für den Film Chata na prodej erneut für den Český lev als Beste Nebendarstellerin nominiert.
Jana Synková heiratete 1974 Jan Schmid (1936–2024), mit dem sie zwei Kinder hatte. Die Schauspielerin starb am 28. Dezember 2024, ein halbes Jahr nach ihrem Mann, nach langer Krankheit in einem Sanatorium in Mníšek pod Brdy im Alter von 80 Jahren.

## Filmografie (Auswahl)
- 1988: Hamster im Nachthemd
- 1994: Die Rückkehr der Märchenbraut
- 1994: Saturnin
- 1995: Byl jednou jeden polda
- 1996: Kamenný most
- 1996–1999: Život na zámku
- 1997: Byl jednou jeden polda II
- 1999: Byl jednou jeden polda III
- 2003: Das Krankenhaus am Rande der Stadt nach zwanzig Jahren
- 2018: Chata na prodej